# ピリドスチグミン
ピリドスチグミン (Pyridostigmine) は、コリン作動薬の1種である。可逆的なコリンエステラーゼ阻害剤である。

## 概要
ピリドスチグミンは、コリンエステラーゼ阻害作用を持ち、臨床で用いられることもある薬剤である。例えば、日本では重症筋無力症の治療薬として用いられることがある。ピリドスチグミンは、第四級アミンであるため電荷を持っていることから消化管から吸収されにくく、通常は血液脳関門も通過しない。似たような薬剤として、アンベノニウム（ambenonium）、デメカリウム（demecarium）、ネオスチグミン（neostigmine）などがあり、これらも正電荷を持った窒素原子を含んでいて電荷を持っているため、血液脳関門は通過しにくく、したがって、ピリドスチグミンを含めてこれらの薬剤は中枢作用をほとんど持たない。ヒトでのピリドスチグミンの作用時間は3時間から6時間くらいであり、これは可逆的なコリンエステラーゼ阻害剤の中では、作用時間の長いタイプである。なお、ピリドスチグミンはほとんど中枢（脳内）に移行せず、単に末梢でコリンエステラーゼを阻害しただけとはいっても有害な作用も起こり得る。例えば、上記にも書いた通り、ピリドスチグミンは重症筋無力症の治療にも使用することがあるわけだが、コリンエステラーゼを阻害したことで分解されにくくなったアセチルコリンが増加した結果、アセチルコリン受容体の脱感作（受容体の感度低下）が起こり、これが原因で逆に重症筋無力症のような症状を引き起こしてしまうこともあることが知られている。

## 作用機序
神経筋接合部においては、運動ニューロンが放出する神経伝達物質であるアセチルコリン (ACh) を筋形質膜上にあるアセチルコリン受容体が受け取ることで刺激が伝達され、筋繊維が収縮する。このプロセスにおいてAChによる刺激が持続することを防ぐため、運動終板の膜上、受容体の近傍に存在するアセチルコリンエステラーゼが放出されたAChを即座に加水分解している。ピリドスチグミンはアセチルコリンエステラーゼを阻害することで、AChの加水分解を減速させる。
ピリドスチグミンは電荷を持つため血液脳関門は通過しないが、末梢コリンエステラーゼには作用しその約30%をカルバモイル化する。カルバモイル化された酵素は、最終的には自発的な加水分解によって再生し、アセチルコリンのレベルは元に戻る。

## 用途
重症筋無力症に対する筋力低下の治療や、クラーレ様作用を有する薬物の影響を軽減するために用いられる。また、カルバモイル化された酵素は神経ガスのような不可逆的コリンエステラーゼ阻害剤への耐性を有することから、FDAは戦闘状況下において、臭化ピリドスチグミンを神経ガスであるソマンの影響を予防するために用いることを承認している。この用途では特に湾岸戦争において用いられたが、これが湾岸戦争症候群の原因となっている、という推測もある。
また、起立性低血圧の治療に用いられることもある。軸索型の慢性多発性ニューロパチーにも効果があるかもしれない。体位性頻脈症候群に適応外処方されることもある。
臭化ピリドスチグミンの販売名にはメスチノン (Mestinon) やRegonolがある。

### 禁忌
メスチノンは腸や尿路閉塞の患者には禁忌である。気管支喘息の患者には注意して用いる必要がある。

### 副作用
次のような副作用がある。
- 発汗
- 下痢
- 吐き気
- 嘔吐
- 胃痙攣
- 流涎
- 流涙
- 気管支分泌の増加
- 縮瞳
- 血管拡張による顔面紅潮
- 勃起不全

## 合成
3-ヒドロキシピリジンとジメチルカルバモイルクロリドから3-(ジメチルカルバモイル)ピリジンを得て、これに臭化メチルを反応させることで得られる。
- R. Urban, アメリカ合衆国特許第 2,572,579号 (1951).